# جو جونز (موسيقي)
جو جونز (بالإنجليزية: Joe Jones)‏ هو موسيقي ومغني ومغن مؤلف أمريكي، ولد في 12 أغسطس 1926 في نيو أورلينز في الولايات المتحدة، وتوفي في 27 نوفمبر 2005 في لوس أنجلوس في الولايات المتحدة.

## وصلات خارجية
- جو جونز على موقع IMDb (الإنجليزية)
- جو جونز على موقع ميوزك برينز (الإنجليزية)
- جو جونز على موقع أول ميوزيك (الإنجليزية)
- جو جونز على موقع ديسكوغز (الإنجليزية)